# Pietro Bianchi (haltérophilie)
Pour les articles homonymes, voir Pietro Bianchi et Bianchi.
Pietro Bianchi (né le 14 février 1895 à Gênes et mort le 21 mai 1962 dans la même ville) est un haltérophile italien.

## Palmarès

### Jeux olympiques
- Anvers 1920
  -  Médaille d'argent en moins de 75 kg[1].